# Канадский музей природы
Канадский музей природы (англ. Canadian Museum of Nature, фр. Musée Canadien de la nature) — музей биологии и естественной истории в городе Оттава, Онтарио, Канада. История музея восходит к коллекциям Канадской геологической комиссии 1856 года, которая в ходе своих обзоров вела подробный учёт живой природы Канады. Музей входит в Ассоциацию канадских музеев, а также в число 9 музеев, на которые действителен семейный недельный Музейный паспорт Оттавы.

## Здание

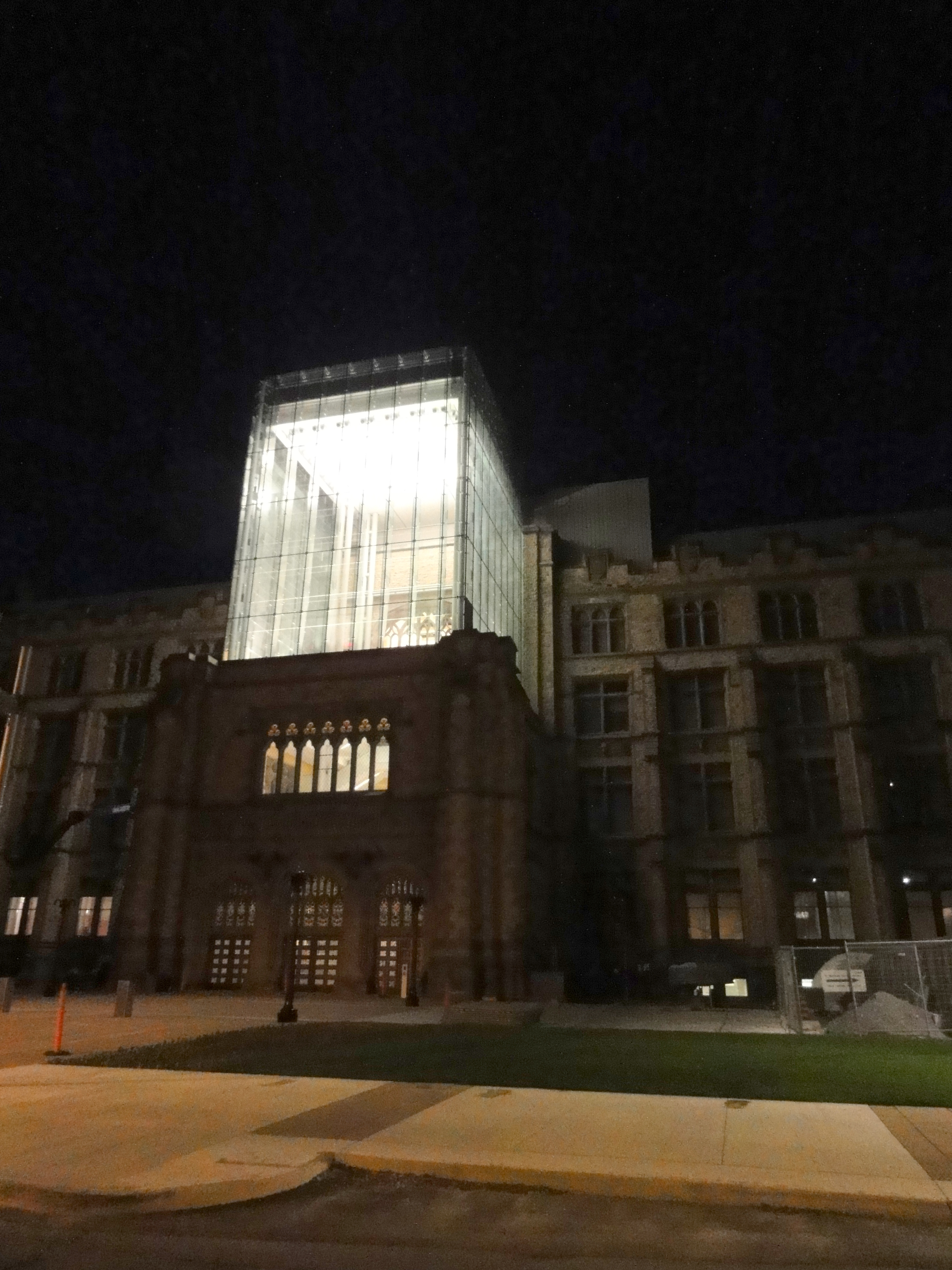
Ночной вид на стеклянный колпак (центрально-северная часть музея).

Здание было сооружено на территории бывшей фермы, принадлежавшей купцу шотландского происхождения Уильяму Стюарту. Местность была известна как Стюартон. Сооружение жилых зданий в Стюартоне началось в 1870-е годы. В 1905 году правительство приобрело эту землю, чтобы соорудить здание в качестве архитектурного дополнения к Парламенту Канады на противоположном конце Меткалф-стрит. Сооружение здания в «шотландском баронском» стиле, которое спроектировал Дэвид Юарт, обошлось в 1,25 млн канадских долларов. В здании размещались помещения, принадлежавшие как Сенату, так и Палате общин.
Из-за того, что здание располагалось на неустойчивом глиняном грунте, в 1915 году пришлось снести высокую башню, венчавшую здание.
После пожара парламента и до 1922 года здесь располагалась Палата общин и некоторые учреждения правительства Канады.
В 1968 году находившийся в здании Национальный музей Канады был разделён на Канадский музей природы и Национальный музей человека (позднее переименован в Канадский музей цивилизации), хотя оба продолжали находиться в том же здании. В 1989 году музей цивилизации переехал в новое здание в Гатино, и с того времени Музей природы занимает всё здание. В 1990 году здание получило статус Национального исторического памятника Канады.
В 2004—2010 годы состоялся капитальный ремонт здания, в ходе которого на место башни, демонтированной в 1915 году, был установлен большой стеклянный колпак.

## Экспозиция

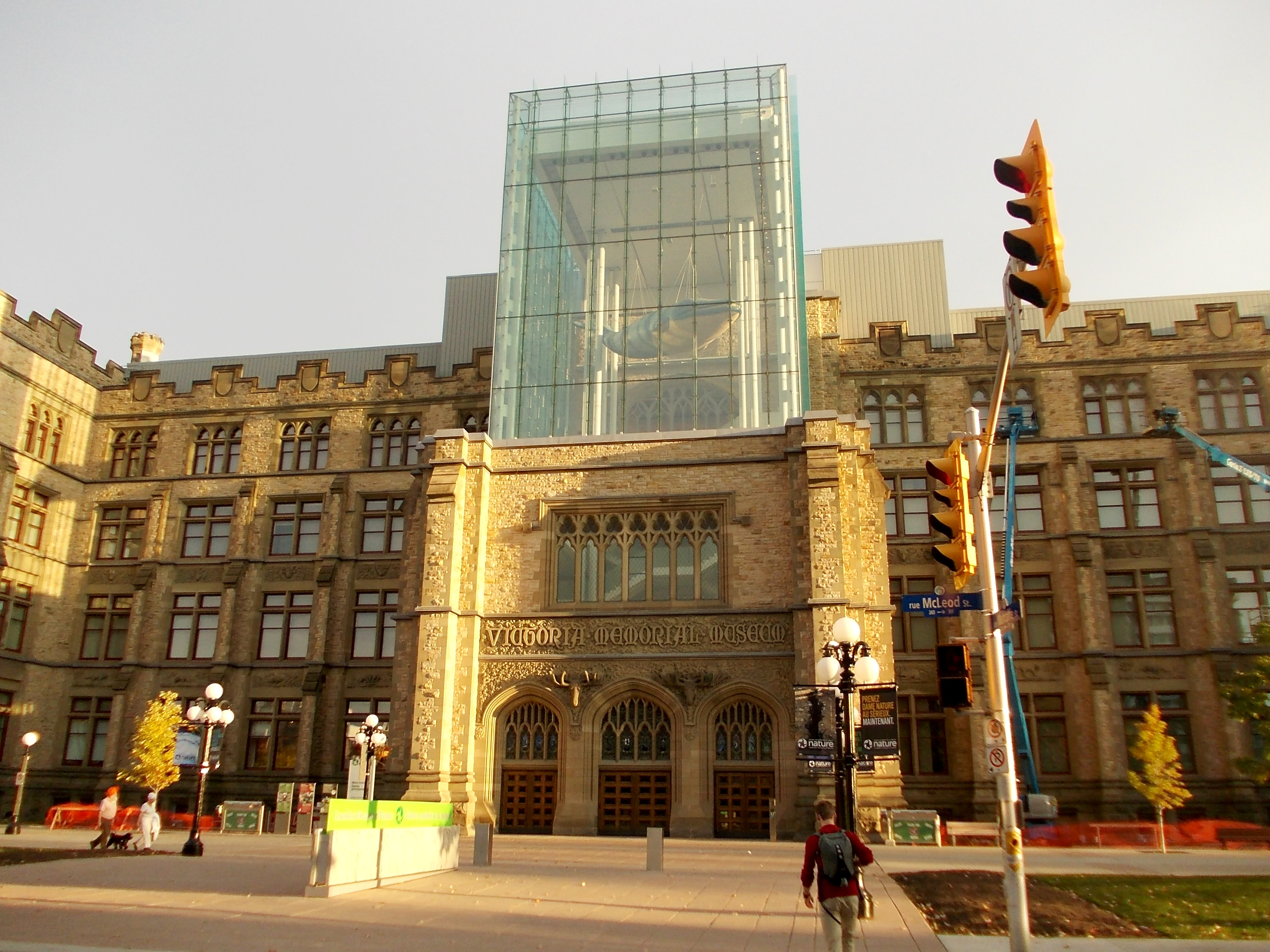
Канадский музей природы

В подвальном помещении музея находится Соляриум (оранжерея) с летающими ящерами, лаборатория презентаций и театр трёхмерного кино.
На первом этаже расположен кафетерий (восточное крыло), Ротунда (южный выступ, для кратковременных выставок и праздничных мероприятий) и галерея ископаемых (западное крыло, от позднего мелового периода до эоцена).
На втором этаже — водная галерея (восточное крыло), мезонин Ротунды (южный выступ, для кратковременных выставок), галерея млекопитающих Канады (западное крыло) и Королевская лантерна (площадка в основании Стеклянной башни).
На третьем этаже — галерея минералов (восточное крыло), Салон (южный выступ, сдаётся в аренду под праздники) и выставочный зал (западное крыло). Известные выставки:
- 2010—2011: «Антарктика»
- 2011: «Экстремальные млекопитающие»
- 2012 (март — сентябрь): «Безнаказанная смерть» (картины Эллен Грегори)
- 2012 (сентябрь) — 2013 (май): «Необузданная природа» (ураганы, цунами, землетрясения — в сотрудничестве с Филдовским музеем естественной истории, Чикаго, США)

На четвёртом этаже — выставочный зал (восточное крыло). Известные выставки:
- 2012 (март-сентябрь): «Киты Tohora» (выставка о китообразных музея Te Papa Tongarewa г. Окленд, Новая Зеландия)
- 2014: Светящиеся природные объекты

В перерывах между выставками крыло арендуется под мероприятия. В западном крыле — галерея птиц (западное крыло), включающая детскую игровую зону и Анималиум (насекомые, паукообразные, некоторые амфибии) и зал выставок
Ряд помещений музея могут быть арендованы организациями и частными лицами как залы для торжественных мероприятий и конференций. Это Ротунда (1-2 этаж, южная часть, где в начале 20 в. располагался Парламент Канады), Стеклянная башня (2 и 3 этажи, северная часть), Салон (3 этаж, южная часть), выставочные залы на 3 и 4 этажах (в период, когда они не заняты выставками).

## Галерея изображений

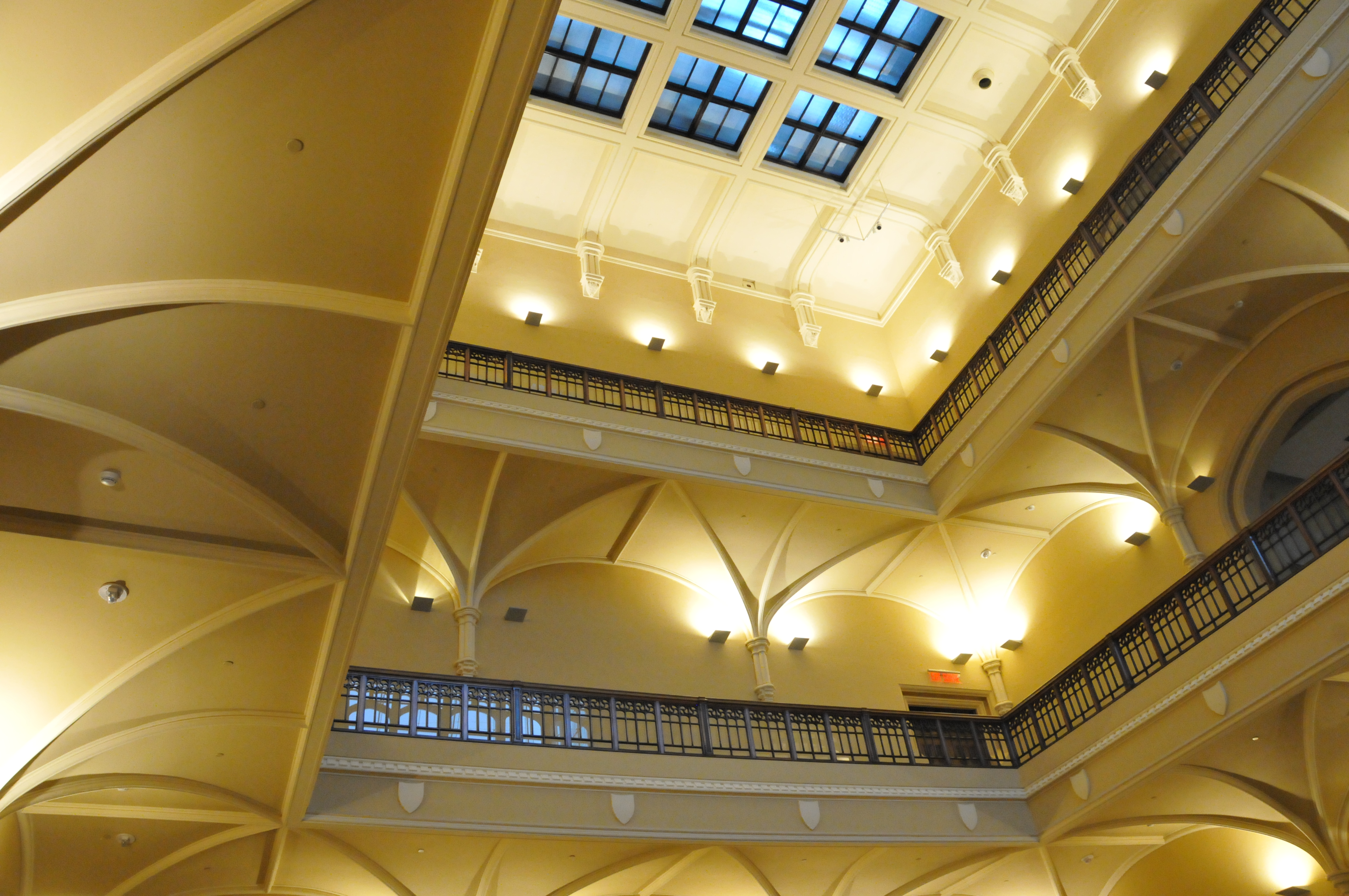
Орнамент на потолке музея
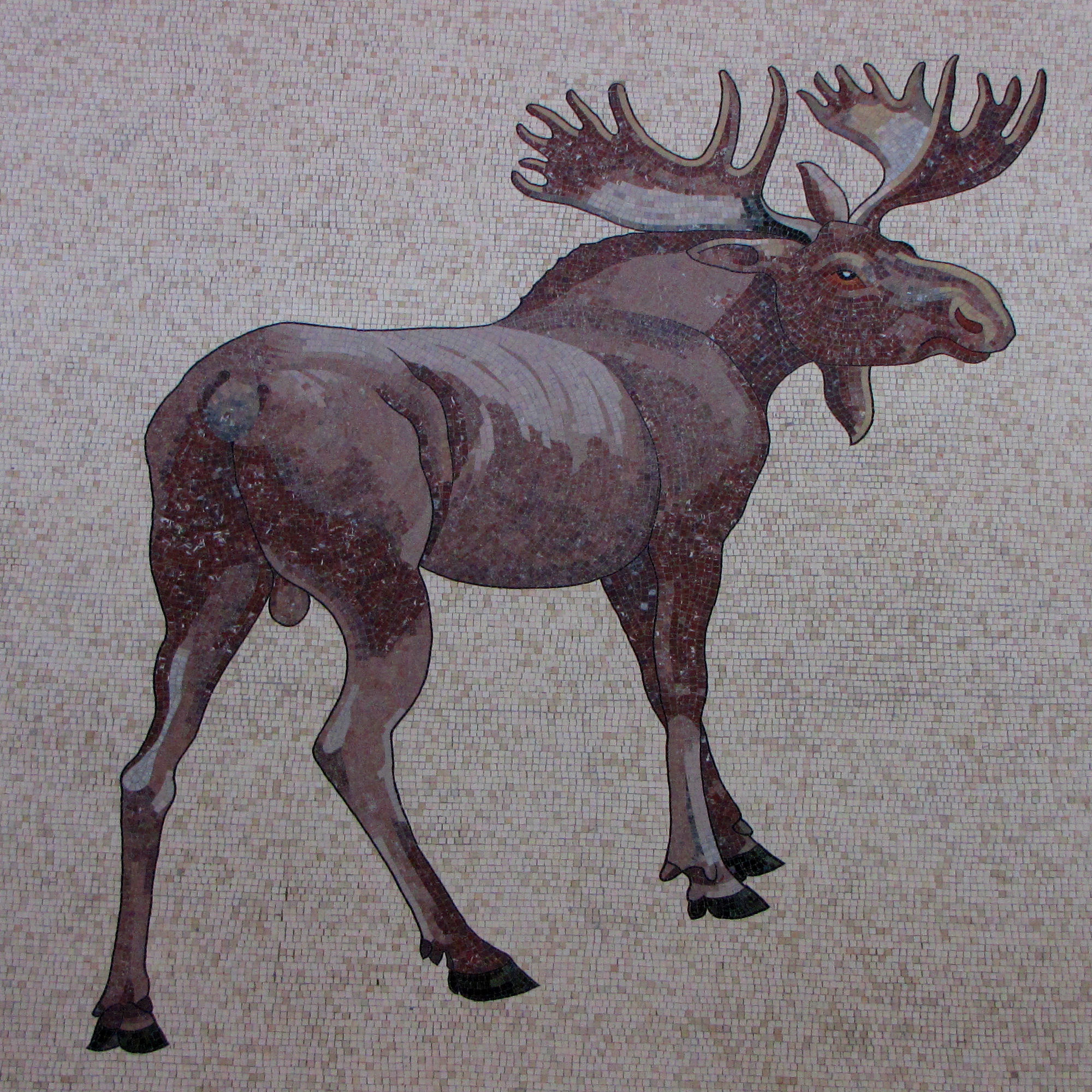
Мозаика на главном входе в музей. Была скрыта под ковровым покрытием в 1950—2010 гг. из-за «анатомических особенностей» лося.
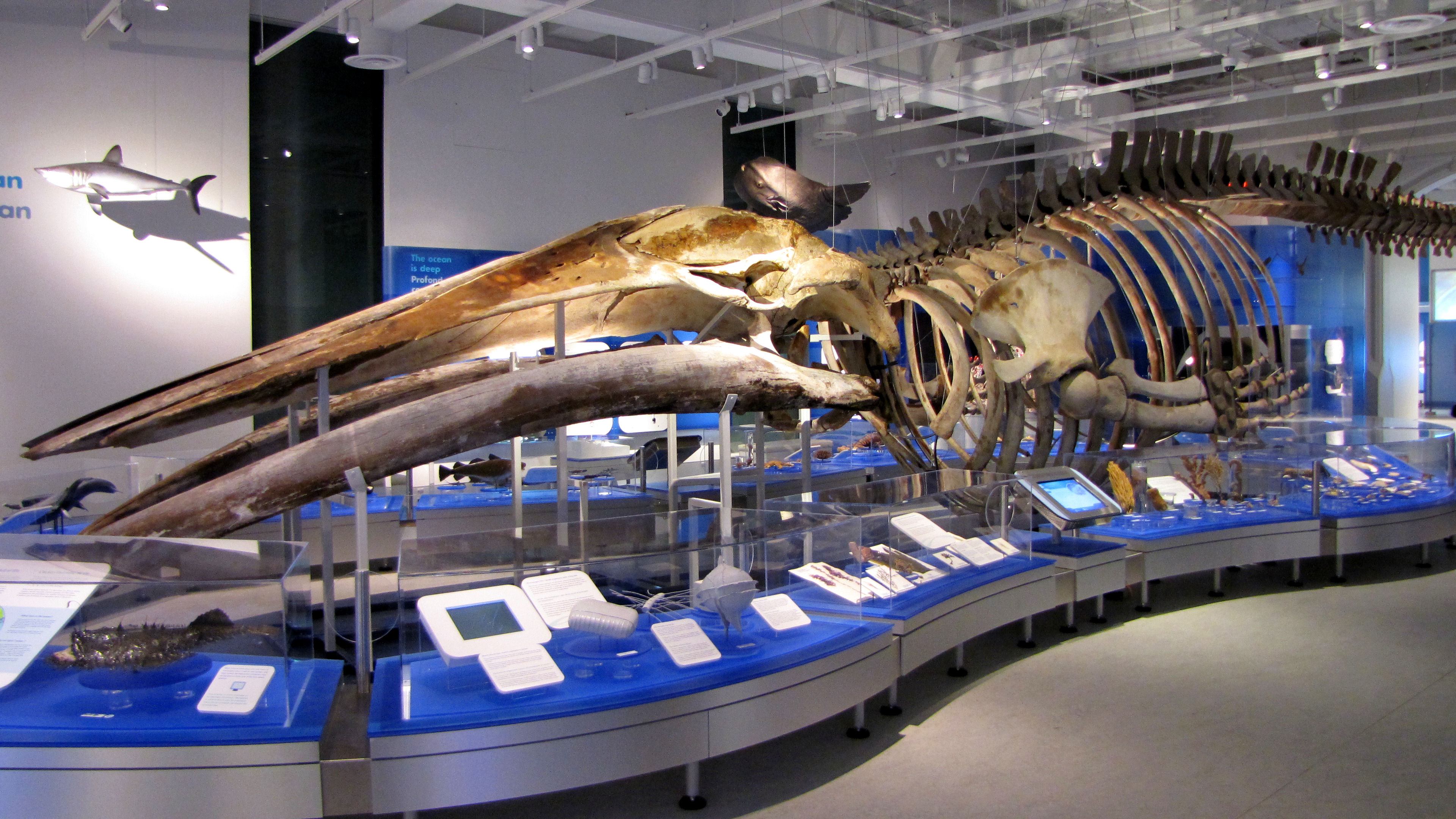
Скелет синего кита (в начале 2000 г. был вывешен в стеклянной башне).
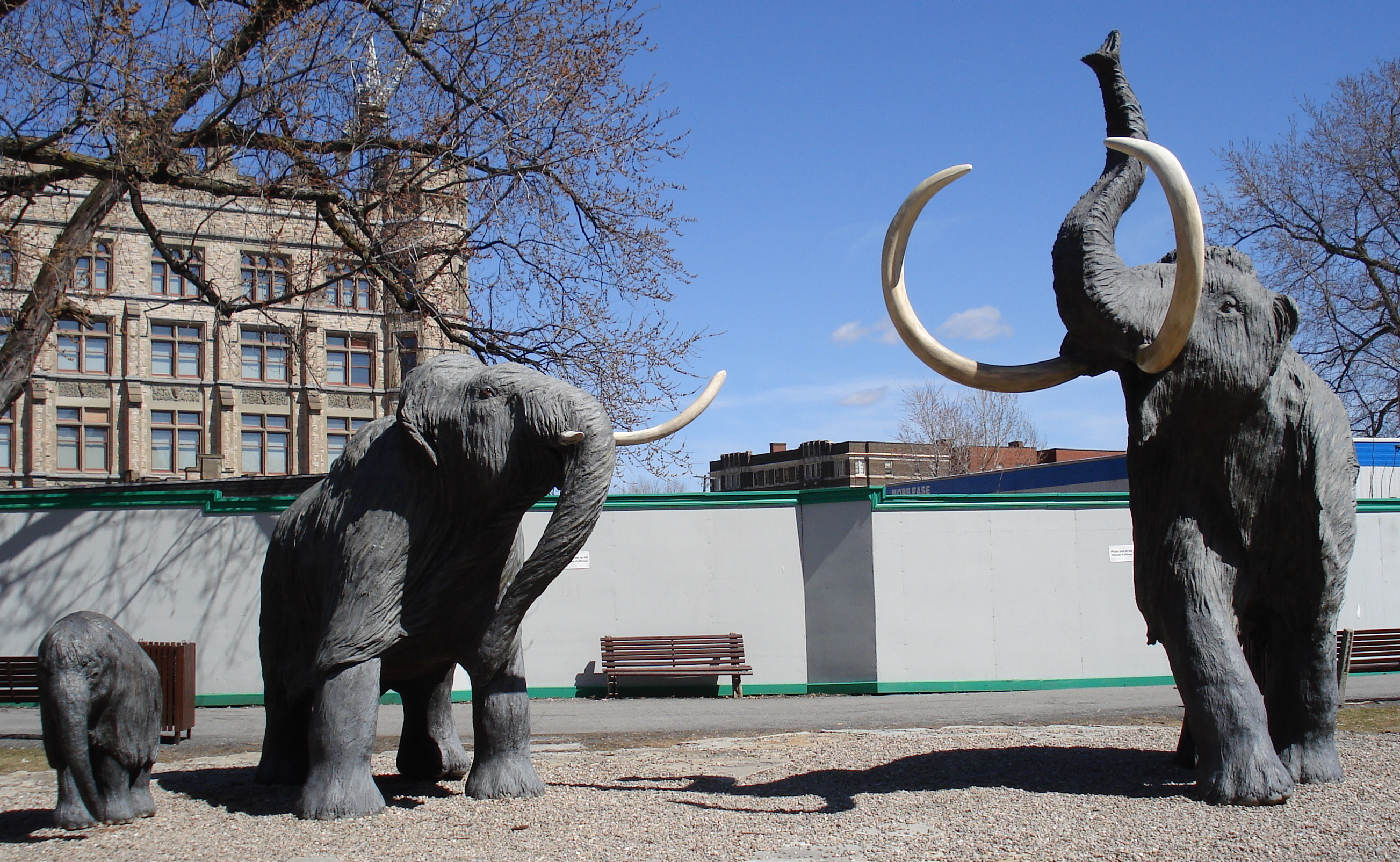
Статуи мамонтов в парке к западу от музея.